# Гнані і голодні
Гнані і голодні (фр. Les Damnés de la terre) — твір мартинікського психіатра, філософа й алжирського революціонера Франца Фанона (1925—1961). На матеріялі Африки Фанон ретельно проаналізував згубні наслідки колоніялізму для індивіда (як колонізованого, так і колонізатора), а також дав соціолоґічний опис революційного процесу в колоніях. Назва — слова з першого рядка «Інтернаціоналу».
Книга вперше вийшла друком у Франції у видавництві Франсуа Масперо в листопаді 1961 за кілька тижнів до смерти автора (помер від лейкемії у США в грудні). Перекладена багатьма мовами світу, в тому числі італійською (1962), шведською (1962), еспанською (1963) англійською (1963), німецькою (1966), португальською (1968), польською (1985), турецькою (2001), чеською (2014).

## Огляд

### Колоніялізм
«Гнані і голодні» стала однією з перших спроб теоретичного осмислення суспільних кляс і революції в африканському контексті. За Фаноном, як відкриття європейської психології малопридатні для вивчення «чорного», так само європейські соціяльні структури не можна автоматично переносити на Африку для пояснення суспільних процесів на цьому континенті: по-перше, правляча кляса колонії розташована за її межами — у метрополії; по-друге, приналежність до правлячої кляси визначає не тільки власність на засоби виробництва, але й расова відмінність від тубільців. «Своєрідність колоніяльних умов полягає в тому, що … економічний базис у колоніях є одночасно і надбудовою. Причина є наслідком: багатий, бо білий; білий, бо багатий… „Правляча кляса“ характеризується зовсім не заводами, не нерухомістю, не рахунком у банку. Правлячий вид, се — перш за все люди, що приїхали з далеких країв, відмінні від тубільців, „инші“».
В аналізі клясової структури, а також у з'ясуванні політичної позиції певної кляси важливими є ступінь «вбудованости» у колоніяльну культуру. Фанон вважав, що напрямок культурної орієнтації є головною детермінантою політичного вибору у місцевого населення, ставлення до національної культури визначає політичну свідомість і ставлення до революційних перетворень.
Відчуження, що його переживають буржуазія й інтелєктуали колонізованої країни, проявляється у ненависті до себе та самозапереченні. Вони добровільно відмовляються від власної історії, мови, культури, заміняючи їх запозиченим способом мислення — «колоніяльною ментальністю». Її носій завжди неповноцінний по відношенню до колонізатора («білої людини»). Національна буржуазія — це «братство духовних калік»: і як особистості, і як кляса вона є не продовженням сучасного капіталізму в колонії, а «купкою уламків», що нагадують про зіткнення європейської культури з африканською.

### Революційна кляса в колоніях
Тільки селянство на відміну від буржуазії зберегло чесноти «шляхетного дикуна» та має імунітет від «нової, колоніяльної культури». Цей шляхетний дикун є рушійною силою національного визволення. Звісно, відчуження переживає і селянин, коли його позбавляють землі, що з нею він себе тісно ідентифікує. Але його відчуження — це примусовий розрив зі своєю духовною сутністю. Його боротьба — спроба подолати цей розрив і відновити зв'язок із самим собою.
Слідом за Карлом Марксом, Фанон шукав клясу, що була би найменш зацікавленою у збереженні істнуючого суспільно-господарського ладу. Коли Маркс в Європі (в метрополії) знайшов його у пролєтаріяті, Фанон в Африці (в колоніях) знайшов його у селянстві: «…ясно, що у колоніяльних країнах революційними є тільки селяни. Їм нічого втрачати, а здобудуть вони цілий світ. Селянин — деклясований і голодний — одним з перших поміж експлоатованих усвідомлює, що тільки насильство приносить плоди». Система колоніяльного панування є тотальною: вона спирається на придушення і насильство у політиці, економіці, культурі, навіть у повсякденному житті. Колоніялізм послідовно знищує людину.
При цьому страждає не тільки пригноблений — система спричиняє психічні розлади в гнобителя теж. Одначе патологічність колоніялізму гостро відчуває тільки пригноблений, і тільки пригноблений спроможний виступити проти колоніяльної системи, виступивши проти гнобителя. Необхідним є тотальний розрив з колоніялізмом, що має — в тому числі для успішного психологічного одужання колонізованого — супроводжуватися насильством. «…Під час деколонізації виникає потреба повного перегляду колоніяльного стану. Коротко цей процес можна виразити за допомогою одного відомого вислову: „останні стануть першими“». Насильство пригнобленого є законною відповіддю на насильство гнобителя, а найбільш послідовною формою цього насильства є збройна боротьба.

### Збройна боротьба
У Фанона збройна боротьба виступає і як метода, і як процес. Підчас боротьби відбувається духовне розкріпачення народних мас, маси виходять на політичну арену, перетворюються з об'єкту політики на суб'єкт, повертаються до активного творення історії. У збройну боротьбу, якщо вона набуває широких масштабів і супроводжується політичною роботою, вбудовано механізми, що сприяють встановленню і збереженню революційно-демократичного режиму. Збройна боротьба — не самоціль, але в умовах колоній вона виступає як єдино можлива.
«Збройна боротьба мобілізує народ, себто вона спрямовує його у єдиному незворотному напрямку. Мобілізація мас підчас визвольної війни викликає у свідомості кожного відчуття причетности до спільної справи, до долі нації, до історії. … Навіть якщо збройна боротьба була символічною, і навіть якщо її було згорнуто внаслідок швидкої деколонізації, вона завжди триває достатньо, щоб народ переконався, що визволення було справою всіх і кожного, і що керівники не мають тут особливих заслуг. Насильство підносить народ до рівня керівників».
Селяни становлять головну революційну силу, а їхнім надійним союзником є міський люмпен-пролєтаріят — колишні безземельні селяни, тепер мешканці нетрів. Люмпени живуть з випадкового заробітку, вони — жертви відчуження землі, вони — другий важливий загін армії «гнаних і голодних». У метрополії капіталізм породжує свого могильника — пролєтаріят, у колоніях імперіалізм вирощує своїх смертельних ворогів — селян і люмпенів.

### Обмеженість націоналізму
Фанон усвідомлював історичну обмеженість націоналізму як прапора антиімперіялістичної боротьби. Хоча він відкрито не висував соціялістичних гасел, він оголосив неможливим капіталістичний шлях розвитку для країн Африки. На думку Фанона, національна буржуазія колонізованих країн є лише пародією на капіталістичну клясу метрополії; африканська буржуазія, слабка та залежна, неспроможна діяти як самостійна кляса та вести суспільство у майбутнє. «Серед цієї національної буржуазії не знайти ані промисловців, ані фінансистів. Національна буржуазія слаборозвинених країн не орієнтована на виробництво, винаходи, будівництво, працю. Вона займається виключно посередницькою діяльністю. Схоже, вона знайшла своє справжнє покликання — бути посередником. Для національної буржуазії характерна психологія крамаря, а не великого підприємця».
Виступаючи у ролі аґентури іноземного капіталу, ця компрадорська буржуазія наживається за рахунок народу. До неї примикає бюрократ-буржуазія — маса політиків-кар'єристів, що користуються зі свого положення у державному апараті для особистого збагачення. Так утворюється не вельми чисельна, але дуже жадібна каста суспільних паразитів, що стає чимдалі герметичнішою і непроникною для новачків. Тим то Фанон виступав за недопущення геґемонії капіталу, запобігання формуванню ним політичної партії, що претендуватиме на представництво національних інтересів і керівництво національним життям.
Фанон розглядав Алжирську революцію як боротьбу на передовій лінії світової революції і прагнув національної свідомости, що не переходила б у шовінізм або расизм. Традиційні інститути можуть бути лише вихідною точкою для революційної партії, що вона у процесі збройної боротьби має відвертати селян від вузького націоналізму у бік ширшої перспективи суспільно-економічних перетворень. Фанон критикував буржуазні та бюрокрактичні тенденції у молодих державах Африки з революційно-демократичних позицій. Він відкидав однопартійну систему, вважаючи її найвідвертішою формою буржуазної диктатури. На противагу їй Фанон висував концепцію демократії, покликаної зберегти та розвивати політичну активність і самодіяльність мас, що склалась в умовах антиімперіялістичної боротьби.

## Зміст
Книжка складається з наступних глав:
- Глава 1: Про насильство
- Глава 2: Велич і слабкість спонтанности
- Глава 3: Митарства національної свідомости
- Глава 4: Національна культура
- Глава 5: Колоніяльна війна та психічні розлади
- Глава 6: Заключення

## Цитати
Місто колонізатора, це — місто, збудоване на віки, місто з каміння і заліза. Воно освітлене, заасфальтоване, в ньому урни переповнені невідомим сміттям, ніколи не баченим навіть у мріях. Ноги колонізатора завжди закриті, а оголяються хіба тільки на пляжі, але ти ніколи не можеш наблизитись до них. Ноги захищає міцне взуття, а вулиці його міста чисті, рівні, без ям, без вибоїн. Місто колонізатора, це — сите місто, ледаче, його черево завжди переповнене гарними продуктами. Місто колонізатора, це — місто білих, чужинців. Місто колонізованого, місто тубільця, неґритянське село, медіна, резервація, це — гидке місце, де живуть люди з поганою репутацією. Там народжуються попід тином, абияк. Там вмирають прямо на вулиці, бозна від чого. Це безпросвітний світ, люди там — один на одному, халупи — одна на одній. Місто колонізованого, це — голодне місто, воно хоче хліба, м'яса, взуття, вугілля, світла. Місто колонізованого, це — скоцюрблене місто, місто, що стоїть навколішки, розпростерте місто. Це місто неґрів, місто арабів. Колонізований кидає на місто колонізатора ласолюбний, заздрісний погляд. … Колонізований — заздрісник. Колонізатор добре знає про це, особливо коли перехоплює погляд, що його колонізований швидко відводить, і він, ніколи не втрачаючи пильности, гірко констатує: «Вони хочуть зайняти наше місце». І це правда: немає жадного колонізованого, який би не мріяв — щонайменше раз на день — посісти місце колонізатора
«Третій світ» не має обмежуватися цінностями з чужого минулого. Навпаки — країни, що розвиваються, мають зосередитися на своїх власних цінностях, а також своєму способі життя і традиціях. Головне питання, що стоїть перед нами, це — не кінцевий вибір між соціялізмом і капіталізмом у тому вигляді, в якому їх визначено людьми инших континентів і епох. Звісно, ми знаємо, що капіталізм не дозволить нам виконати наше національне і всесвітнє завдання. Капіталістична експлоатація, трести й монополії є ворогами країн, що розвиваються. З иншого боку — вибір на користь соціалізму, ладу, повернутого обличчям до людини, заснованого на повазі до людини як найвищої цінности, дозволить нам пришвидшити гармонійний поступ, унеможливити постання карикатури на суспільство, в якому вся економічно-політична влада зосереджена в руках небагатьох обраних, що нехтують інтересами всієї нації
Національна буржуазія, що прийшла до влади напередодні падіння колоніяльного режиму, — недорозвинена буржуазія. Вона майже не має економічної влади і під жодним оглядом — нічого спільного з буржуазією метрополії, чиє місце прагне посісти. … З-поміж цієї національної буржуазії — ані промисловців, ані фінансистів. Національна буржуазія слаборозвинутих країн не орієнтована на виробництво, винаходи, будівництво, працю. Вона присвятила себе посередницькій діяльності й, видається, знайшла своє справжнє покликання — бути посередником. Національній буржуазії притаманна психолоґія крамаря, а не великого підприємця
У колоніяльних умовах буржуазія, що нагромаджує капітал, неможлива. На нашу думку, історичне покликання справжньої національної буржуазії у слаборозвинутій країні — заперечити себе як буржуазію та знаряддя капіталу і перетворитися на вірну служницю революційного капіталу — народу. У слаборозвинутій країні правдива національна буржуазія повинна виконати одне чітке завдання: піти за велінням совісти, пізнати, почім ківш лиха, навчаючись у народу, а також передати йому свої знання й технічні навички, набуті в колоніяльних університетах. На жаль, ми пересвідчимося, що часто-густо національна буржуазія відвертається од цього героїчного та позитивного, плідного й правильного шляху і без усякого сорому стає на жахливий, антинаціональний шлях клясичної буржуазії — вульґарної, пихатої, цинічно буржуазної буржуазії.
Якщо ми хочемо перетворити Африку та Латинську Америку на нову Європу, тоді довіримо долю своїх країн європейцям. Вони краще від найталановитіших з нас знають, що треба робити. Якщо ж ми хочемо, щоб людство зробило крок уперед, якщо ми хочемо вивести його на новий рівень, на рівень, вищий за європейський, треба поставитися до справи творчо, треба шукати нові шляхи

## Значення
Фанонова творчість загалом і «Гнані і голодні» зокрема мали величезний вплив на «нових лівих» і теоретиків постколоніялізму.

### Видання твору
- Франц Фанон. Гнані і голодні. — Київ: «Вперед», 2016. — 227 стор.
- Франц Фанон. О насилии [отрывки из книги «Весь мир голодных и рабов»] // А. В. Цветков (сост.). Антология современного анархизма и левого радикализма, Том 2. — Москва: «Ультракультура», 2003. — С. 15-78.(рос.)
- Frantz Fanon, Œuvres, La Découverte, Paris 2011, 884 p.(фр.)
- Frantz Fanon, The Wretched of the Earth, New York: Grove Press, 2004, 320 pp.(англ.)

### Рецензії та критика
- Елена Гальперина. Величие и трудности деколонизации. Франц Фанон // «Иностранная литература» (Москва). — № 10, 1970. — С . 194—205. (рос.)
- Александр Гордон. Проблемы национально-освободительной борьбы в творчестве Франца Фанона. — Москва: «Наука», 1977. — 240 с. (рос.)
- Роман Тиса. Фанон Франц // Історія політичної думки: навч. енцикл. словник-довідник для студентів вищих навч. закл / за наук. ред Н. М. Хоми. — Львів: Новий Світ-2000, 2014. — С. 652.
- Джек Уоддис. «Новые» теории революции. Критический анализ взглядов Ф. Фанона, Р. Дебре, Г. Маркузе. — Москва: «Прогресс», 1975. — 526 с. (рос.)
- Paul A. Beckett, «Algeria vs. Fanon: The Theory of Revolutionary Decolonization, and the Algerian Experience», in The Western Political Quarterly, vol. 26, no. 1 (March 1973), pp. 5–27. (англ.)
- Nigel Gibson, «Beyond Manicheanism: Dialectics in the Thought of Frantz Fanon», in Journal of Political Ideologies, No. 3(4) (1999), pp. 337–364. (англ.)
- Jack McCulloch, Black Soul, White Artifact: Fanon's Clinical Psychology and Social Theory, London: Cambridge University Press, 1983, 249 pp. (англ.)
- Matthieu Renault, Frantz Fanon. De l'anticolonialisme à la critique postcoloniale, Amsterdam, 2011.(фр.)
- Jack Woddis, New Theories of Revolution: A Commentary on the Views of Frantz Fanon, Régis Debray and Herbert Marcuse, New York: International Publishers, 1972, 415 pp. (англ.)
- Immanuel Wallerstein, «Frantz Fanon: Reason and Violence», in Berkeley Journal of Sociology, Vol. 15 (1970), pp. 222–231. (англ.)
- Immanuel Wallerstein, «Reading Fanon in the 21st Century», in New Left Review, No. 57 (May—June, 2009), pp. 117–125. (англ.)

### Глави з книги
- Про насильство (перша глава книги) [Архівовано 6 листопада 2013 у Wayback Machine.]
- Колоніяльна війна та психічні розлади (п'ята глава книги) [Архівовано 4 квітня 2016 у Wayback Machine.]

### Про книгу
- Ростислав Загорулько. Рец. на кн.: Франц Фанон. Гнані і голодні (2018) [Архівовано 4 червня 2019 у Wayback Machine.]
- Марлен Інсаров. Про історичний оптимізм і гуманізм (2017) [Архівовано 4 червня 2019 у Wayback Machine.]
- Максим Казаков. Революція, насильство й нація: переклад Фанона українською (2017) [Архівовано 4 червня 2019 у Wayback Machine.]
- В'ячеслав Циба. Франц Фанон: діалектика насильства та свободи (2017) [Архівовано 4 червня 2019 у Wayback Machine.]

### Кіно
- «Щодо насильства» (документальний фільм за мотивами першої глави; реж. Ґьоран Олссон, Швеція, 2014) [Архівовано 16 серпня 2016 у Wayback Machine.]